# اوتوروئا
اوتوروئا (به تاهیتیایی: Uturoa) یک کُمون واقع در رایاتئا، بزرگ‌ترین جزیره از جزایر بادپناه (به فرانسوی: Iles Sous le Vent) در پلی‌نزی فرانسه، وافع در اقیانوس آرام جنوبی است. این شهر بین بخش اداری جزایر بادپناه  و بندر اصلی جزیره رایاتئا قرار دارد.  طبق سرشماری سال ۲۰۲۲، اوتوروئا دارای جمعیتی برابر با ۳٬۶۶۳ نفر بود. این کُمون تقریباً در ۱۲۰ مایلی (۱۹۳٫۱۲۱ کیلومتری) شمال غربی پاپِه ته، پایتخت پلی‌نزی فرانسه واقع شده است.